# Cyphoscyla lacordairei
Cyphoscyla lacordairei – gatunek chrząszcza z rodziny kózkowatych i podrodziny zgrzypikowych. Jedyny przedstawiciel rodzaju Cyphoscyla.

## Zasięg występowania
Azja Południowo-Wschodnia, notowany w Wietnamie, na Półwyspie Malajskim oraz Jawie.